# Otostigmus samacus
Otostigmus samacus är en mångfotingart som beskrevs av Chamberlin 1944. Otostigmus samacus ingår i släktet Otostigmus och familjen Scolopendridae.
Artens utbredningsområde är Guatemala. Inga underarter finns listade i Catalogue of Life.